# Gösta Hallberg-Cuula

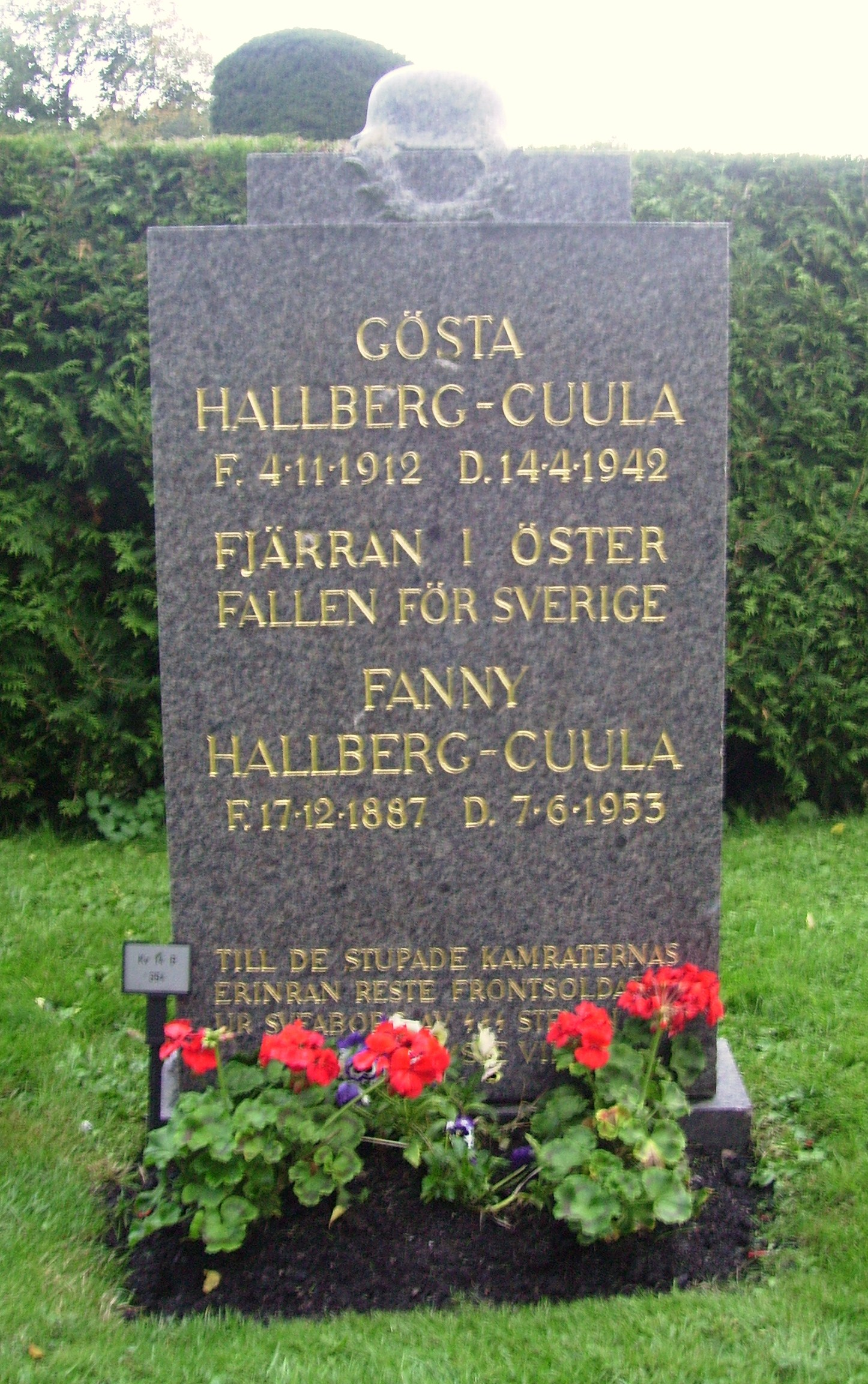
En stridshjälm pryder Gösta Hallberg-Cuulas gravvård på Norra begravningsplatsen.

Gösta Hallberg-Cuula, egentligen Gustaf Eugén Hallberg-Cuula, född 4 november 1912 i Finska församlingen, Stockholm, död 14 april 1942 vid Jandeba på Svirfronten, var en svensk-finländsk nazist, militär och politiker.

## Biografi
Cuula var under 1930-talet propagandachef och hade medlemsnummer 240 i det av Sven Olov Lindholm ledda nazistpartiet NSAP. När Finland invaderades av Sovjetunionen 1939 i Finska vinterkriget anmälde han sig frivilligt till vad han såg som "broderlandets försvar mot kommunismen", och erhöll som finländsk medborgare graden finsk reservlöjtnant. Under Finska fortsättningskriget 1941 reste han åter österut och deltog först som plutonchef i IR55 på Hangöfronten, därefter 1942 som plutonchef i avdelta kompaniet/IR 13 ("svenska frivilligkompaniet") vid Svirfronten. Han medverkade även i upprättandet av Frontmannaföreningen Sveaborg.
Han omkom av egen exploderande rörmina den 14 april 1942 och begravdes på Stockholms norra kyrkogård den 9 maj. På hans gravsten finns inskriften "Fjärran i öster fallen för Sverige". I Vittis i Satakunda, i Cuulas hembygd i Finland, finns på kyrkogårdens hjältegravplats rest en sten med texten "Luutn. Gustav E. Hallberg-Cuula * 4.11.1912 U 14.4.1942".
Hallberg-Cuula hyllas av svenska nynazister, som årligen brukar besöka dennes grav för att där lägga blommor. Hans före detta stridskamrater besökte årligen hans grav på dödsdagen.